# Шпринг

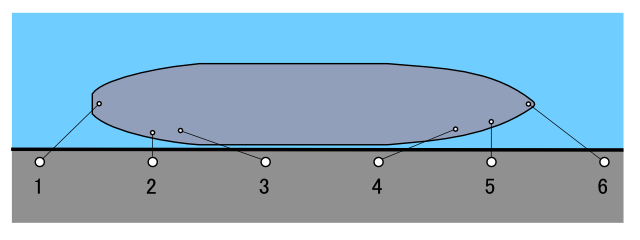
Схема швартування до стінки: 3 — кормовий шпринг, 4 — носовий шпринг

Шпринг (від нід. spring) — рослинний, синтетичний або сталевий трос, закріплений одним кінцем на кормі, а іншим з'єднаний зі становим якорем або якірним ланцюгом, щоб при змінах вітру або течії утримати корабель (судно) лагом до вітру або течії. Також шпрингом називають швартов, поданий з носа і закладений у районі корми (носовий шпринг) чи, навпаки, поданий з корми в район носа (кормовий шпринг).
Постановку корабля на шпринг широко використовували у вітрильному флоті з метою найбільш ефективного використання бортової артилерії проти кораблів противника, що стоять на якорі, або його берегових укріплень. У сучасному флоті поставлення на шпринг застосовується при обстрілі берега, для проведення комендорських стрільб, у жаркому кліматі для провітрювання суднових приміщень (бортом до вітру), при фарбуванні бортів (щоб дим і кіптява з труб не потрапляли на свіжу фарбу), та ін.